# قلعة شاور (الرجم)

تعديل مصدري - تعديل

قلعة شاور هي إحدى قرى عزلة العزكي بمديرية الرجم التابعة لمحافظة المحويت، بلغ تعداد سكانها 474 نسمة حسب تعداد اليمن لعام 2004.